# Kneria rukwaensis
Kneria rukwaensis là một loài cá thuộc họ Kneriidae. Nó là loài đặc hữu của Tanzania. Môi trường sống tự nhiên của nó là các con sông.